# Trygghet
Trygghet är en känsla av frihet från hot och bekymmer i sin omgivning. Det handlar ofta om en frihet från ekonomiska, fysiska eller psykologiska hot (se ångest). Man känner sig trygg när man upplever välbefinnande och inte oroar sig eller är rädd för att denna känsla ska förloras. En trygg person känner sig ofta självsäker och övertygad om sin egen förmåga att klara av utmaningar.

## Trygghet och säkerhet
Som begrepp är trygghet relaterat till säkerhet. Säkerheten handlar ofta om att undvika eller förebygga olika risker, och en förhöjd säkerhet underlättar i teorin för en person att känna sig trygg. Tryggheten kan stärkas genom närvaro av personer eller resurser som individen kan lita på.
En person kan känna ökad trygghet genom stödjande insatser i samband med terapi, utbildning eller andra mellanmänskliga kontakter. Genom samtal som ger ökad motivation till konstruktiva handlingar, kan en person uppleva en förhöjd psykologisk trygghet.

## Positivt och negativt
Trygghet beskrivs i regel som ett positivt begrepp, och att vara trygg är då att känna sig skyddad från olika slags hot och risker.
I vissa sammanhang kan samhället skapa begränsningar för individens frihet, i syfte att skydda medborgarna från något som ses som allmänna hot. Dessa begränsningar kan hanteras via lagstiftning emot vissa beteenden, och lagarna antas sedan upprätthållas av polisen och andra offentligt tillsatta skyddsmakter. I ett liberalt samhälle med fokus på yttrandefrihet och andra positiva mänskliga rättigheter finns färre begränsande lagar och regler för individens frihet. I mer auktoritärt eller konservativt styrda samhällen kan staten begränsa individernas frihet i syfte att skydda dem från påstått otrygga och destruktiva fenomen. Större samhälleliga kriser kan påverka en demokrati i begränsande riktning, där avvärjande av hot upplevs som viktigare än individens friheter.

## Visshet
Trygghet handlar också om en tro på att verkligheten är sådan som man uppfattar den. Man kan vara trygg i förvissningen om någots sanningshalt, vilket motsvarar en positiv visshet om hur verkligheten ser ut.